# بهروز همتی
بهروز همتی (درگذشتهٔ ۱۳۹۹) معلم و سیاستمدار سابق ایرانی است که دومین استاندار خراسان شمالی بوده‌است.